# Бидуэлл, Энни
Энни Кеннеди Бидуэлл (англ. Annie Kennedy Bidwell, 30 июня 1839, Мидвилл, Пенсильвания — 1918) — первопроходец XIX века и основательница общины в районе долины Сакраменто в Калифорнии. Она известна своим вкладом в социальные вопросы, такие как избирательное право женщин, движение за трезвость, пожертвования для путешественников, которые разбивают лагерь и ночуют, а также образование. Энни Бидуэлл была другом Сьюзен Б. Энтони, Франсис Уиллард и Джона Мьюра.

## Биография
Энни Элликотт Кеннеди родилась в Мидвилле, штат Пенсильвания, 30 июня 1839 года. Она была дочерью Джозефа К. Г. Кеннеди, политика в партии вигов, который занимал пост директора переписи населения США в 1850 и 1860 годах. Семья Кеннеди жила в Вашингтоне, округ Колумбия, с тех пор как Энни исполнилось 10 лет.
16 апреля 1868 года Энни вышла замуж за Джона Бидуэлла в Вашингтоне, округ Колумбия. Среди гостей на их свадьбе были Элизабет Кейди Стэнтон, президент Эндрю Джонсон и будущий президент Улисс С. Грант. После свадьбы Энни переехала со своим новым мужем в его дом в Чико, штат Калифорния.
Пока её муж был жив, Бидуэлл беспокоилась о будущем местных коренных американцев мехопда. Она принимала активное участие в ассоциациях индейцев — национальных и на уровне штата. Будучи женщиной, интересующейся ботаникой в XIX веке, несмотря на чрезвычайно высокие барьеры для поступления женщин в академические круги, Энни изучала ботанику в свободное время и собрала первый известный образец небольшого однолетнего растения, которое было названо спорышом Бидуэлл (Polygonum bidwelliae), в честь неё.
После смерти мужа Бидуэлл продолжала жить в Чико, городе, основанном её покойным мужем. Перед смертью она пожертвовала городу Чико 10 июля 1905 года около 2238 акров (почти 10 квадратных миль) земли, вместе с Детским парком в центре города. С тех пор земля осталась в общественном пользовании и теперь известна как парк Бидуэлл.
Энни умерла 9 марта 1918 года в Чико, Калифорния.

## Память
Особняк Бидуэлл в Чико теперь сохранён как исторический парк штата. В то время как Энни и Джон Бидуэлл проживали в особняке, они принимали многих выдающихся деятелей своей эпохи, в том числе: президента Ратерфорда Б. Хейса, генерала Уильяма Т. Шермана, Сьюзен Б. Энтони, Франсис Уиллард, губернатора Калифорнии Леланда Стэнфорда, Джона Мьюра, и Эйса Грея.